# Делгані
Делгані (англ. Delgany; ірл. Deilgne)  — село в Ірландії, у графстві Віклов провінції Ленстер, біля дороги R762, на 26 км південніше Дубліна. Населення за переписом 2006 року становить 5176 осіб.